# Yoncq
Yoncq – miejscowość i gmina we Francji, w regionie Grand Est, w departamencie Ardeny.
Według danych na rok 1990 gminę zamieszkiwało 112 osób, a gęstość zaludnienia wynosiła 7 osób/km².

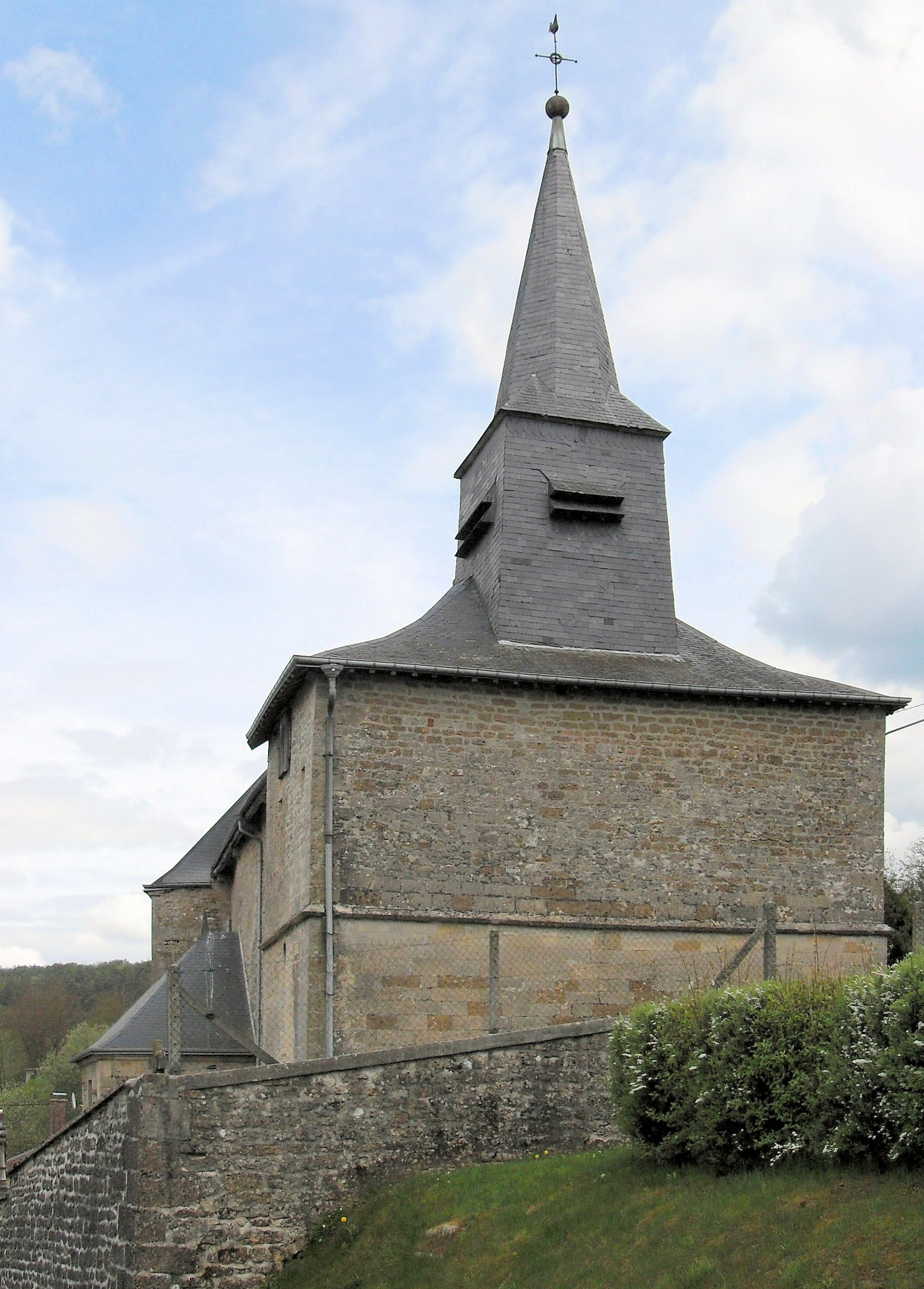
Kościół w Yoncq, 2010